# العلاقات الجامايكية الجورجية
العلاقات الجامايكية الجورجية هي العلاقات الثنائية التي تجمع بين جامايكا وجورجيا.

## مقارنة بين البلدين
هذه مقارنة عامة ومرجعية للدولتين:
| وجه المقارنة                                              | جامايكا       | جورجيا                          |
| --------------------------------------------------------- | ------------- | ------------------------------- |
| المساحة (كم2)                                             | 10.99 ألف     | 69.70 ألف                       |
| عدد السكان (نسمة)                                         | 2.95 مليون    | 3.72 مليون                      |
| الكثافة السكانية (ن./كم²)                                 | 268.43        | 53.37                           |
| العاصمة                                                   | كينغستون      | تبليسي، كوتايسي                 |
| اللغة الرسمية                                             | لغة إنجليزية  | اللغة الجورجية، اللغة الأبخازية |
| العملة                                                    | دولار جامايكي | لاري جورجي                      |
| الناتج المحلي الإجمالي (بليون دولار)                      | 14.77 مليار   | 15.16 مليار                     |
| الناتج المحلي الإجمالي (تعادل القوة الشرائية) بليون دولار | 24.79 مليار   | 35.68 مليار                     |
| الناتج المحلي الإجمالي الاسمي للفرد دولار أمريكي          | 5.23 ألف      | 3.79 ألف                        |
| الناتج المحلي الإجمالي للفرد دولار أمريكي                 | 8.88 ألف      |                                 |
| مؤشر التنمية البشرية                                      | 0.719         | 0.754                           |
| رمز المكالمات الدولي                                      | +1876         | +995                            |
| رمز الإنترنت                                              | .jm           | .ge، .გე ‏                       |
| المنطقة الزمنية                                           | 00            | ت ع م+04:00                     |

## منظمات دولية مشتركة
يشترك البلدان في عضوية مجموعة من المنظمات الدولية، منها:
| علم المنظمة | اسم المنظمة                   | تاريخ انضمام جامايكا | تاريخ انضمام جورجيا |
| ----------- | ----------------------------- | -------------------- | ------------------- |
|             | يونسكو                        | 7 نوفمبر 1962        | 7 أكتوبر 1992       |
|             | مؤسسة التمويل الدولية         | 31 مارس 1964         | 29 يونيو 1995       |
|             | منظمة التجارة العالمية        | ?                    | 14 يونيو 2000       |
|             | الاتحاد البريدي العالمي       | ?                    | ?                   |
|             | الاتحاد الدولي للاتصالات      | 18 فبراير 1963       | 7 يناير 1993        |
|             | الأمم المتحدة                 | 18 سبتمبر 1962       | 31 يوليو 1992       |
|             | البنك الدولي للإنشاء والتعمير | 21 فبراير 1963       | 7 أغسطس 1992        |
|             | المنظمة الهيدروغرافية الدولية | ?                    | ?                   |

## وصلات خارجية
- موقع وزارة الخارجية الجامايكية
- موقع وزارة الخارجية الجورجية